# Palazzo Belmonte
Palazzo Belmonte è una struttura nobiliare dei marchesi Granito situata a Santa Maria di Castellabate, costruita nel 1733 accorpando edifici preesistenti. Tale palazzo, nato inizialmente come casino di caccia secondo lo stile degli architetti spagnoli al servizio dei Borbone di Napoli, ospita i principi Granito Pignatelli di Belmonte.

## Interni
Lo stemma di famiglia, composto da un leone azzurro rampante su quattro punte e il motto che recita "Rumpar non flectar" ovvero "Mi rompo ma non mi piego", è posto sul portale d'accesso al palazzo e sul camino di pietra nella sala da pranzo, intitolata al re Carlo di Borbone. Tra i vari saloni del palazzo vi è la "Galleria degli Antenati" che ospita i busti dei più illustri esponenti del casato, come quello di papa Innocenzo XII, eletto vescovo di Roma nel 1691; del gesuita San Giuseppe Pignatelli e del cardinale Gennaro Granito Pignatelli di Belmonte, soccorritore dei terremotati di Casamicciola nel 1873  e dei colerosi di Napoli nel 1884. La "Bacheca delle Pergamene" espone una pelle di agnello con le firme dei sovrani di Spagna. La "Sala delle Armi" presenta una serie di trofei di caccia, archibugi, spade e una armatura da samurai del Quattrocento, dono del governo giapponese. Lo studio è composto da una biblioteca di circa duemila volumi rari, che fu fondata dal principe Angelo, figlio di Parise e ministro della Cultura al tempo della fondazione del Museo e dell'Archivio Storico di Napoli. Infine una parte dell'edificio ospita 18 appartamenti, che dagli anni ottanta vengono utilizzati come alloggi per turisti.

## Esterno
Un parco di due ettari, ricco di diverse specie di piante, adiacente alla spiaggia del Pozzillo, circonda interamente Palazzo Belmonte e ospita il cimitero dei cani, dove su una piastrella di porcellana sono incisi alcuni versi di Zerann Kzeran: "Egli vi sarà fedele nella fortuna come nella miseria. È un cane". Nel cortile rettangolare del palazzo vi è posto un cannone su due ruote, segnato dallo stemma borbonico, del 1780.

## Curiosità
- Nel 2002 palazzo Belmonte e la spiaggia del Pozzillo hanno fatto da sfondo al Calendario Pirelli 2003[2].
- Il 21 settembre 2009, la principessa Carolina Napoleone Bonaparte ha scelto di unirsi in matrimonio a Castellabate nella Basilica Pontificia di Santa Maria de Gulia. Il ricevimento nuziale si è svolto a palazzo Belmonte con la presenza degli eredi delle più blasonate dinastie europee[3].
- Il 3 giugno 2011 il palazzo ha ospitato il vice presidente degli Stati Uniti d'America Joe Biden in visita a Santa Maria di Castellabate[4].